# 蕉蝠屬
蕉蝠屬（学名：Musonycteris），哺乳綱、翼手目、葉口蝠科的一屬，而與蕉蝠屬（蕉蝠）同科的動物尚有鼓頦長舌蝠屬（鼓頦長舌蝠）、安德列斯長舌蝠屬（小安德列斯長舌蝠）、長齒長舌蝠屬（暗色長齒長舌蝠）等之數種哺乳動物。
蕉蝠最明显的特征是拥有极长的鼻子。它们还有很长的舌头，可伸长至体长的三分之二。有时它们也会吃昆虫，并把昆虫与花粉一起食用。在吸食花蜜时，它们的脸部和颈部的毛发会沾上一些花粉，而花粉就会传到它们下一个取食的植物，便能充当植物之间的授粉者。它们会进行短暂的季节性迁移，以寻找有开花的植物。

## 下属物种
- 蕉蝠 (芭蕉長舌蝠) - Musonycteris harrisoni Schaldach & McLaughlin, 1960